# Nasale velare sorda
La nasale velare sorda è un tipo di suono consonantico, utilizzato in alcune lingue parlate. Il simbolo nell'alfabeto fonetico internazionale che rappresenta questo suono è ⟨ ŋ̊ ⟩, una combinazione della lettera per la nasale velare sonora e un segno diacritico che indica la mancanza di voce. (Per motivi di leggibilità, l'anello è solitamente posizionato sopra la lettera, anziché normale ⟨ ŋ̥ ⟩). Il simbolo X-SAMPA equivalente è. N_0
In italiano tale fono non è presente

## Caratteristiche
- il suo modo di articolazione è nasale, perché questo fono è dovuto all'occlusione del canale orale (la bocca) e al conseguente deflusso dell'aria dal naso;
- il suo luogo di articolazione è velare, perché nel pronunciare tale suono il dorso della lingua si porta a contatto con il velo del palato;
- è una consonante sorda, in quanto questo suono è prodotto solo dal sibilare dell'aria e non dalle corde vocali.

## Occorrenza
| Lingua                 | Lingua                 | Parola          | AFI                  | Significato                   | Appunti                                            |
| ---------------------- | ---------------------- | --------------- | -------------------- | ----------------------------- | -------------------------------------------------- |
| Alutiiq                | Alutiiq                | eqeshngarluni   | [əqəsŋ̊aχluni]        | 'starnutire una volta'        |                                                    |
| Birmano                | Birmano                | ငှါး/nga           | [ŋ̊á]                 | 'prestito'                    |                                                    |
| Central Alaskan Yup'ik | Central Alaskan Yup'ik | calisteńguciquq | [tʃaˈlistəˈŋ̊utʃɪquq] | 'sarà un lavoratore'          |                                                    |
| Faroense               | Faroense               | onkur           | [ˈɔŋ̊kʰʊɹ]            | 'nessuno'                     | Allofono di /n/ prima di una velare aspirata.      |
| Islandese              | Islandese              | banka           | [ˈpäu̯ŋ̊kä]            | 'bussare'                     |                                                    |
| Pa Na                  | Pa Na                  | [ma˧˩.ŋ̊ŋ̍˧˩˧]    | [ma˧˩.ŋ̊ŋ̍˧˩˧]         | 'sanguisuga'                  |                                                    |
| Washo                  | Washo                  | dewŊétiʔ        | [dewˈŋ̊etiʔ]          | 'pendio collinare in discesa' |                                                    |
| Gallese                | Gallese                | fy nghot        | [və ŋ̊ɔt]             | 'il mio cappotto'             | Si verifica come mutazione nasale di /k/.          |
| shixing                | Basso                  | [ŋ̊ɑ˦mõ˦]        | [ŋ̊ɑ˦mõ˦]             | 'cammello'                    | Si trova principalmente nei prestiti dal tibetano. |